# Australisk rörsångare
Australisk rörsångare (Acrocephalus australis) är en fågel i familjen rörsångare inom ordningen tättingar. Den förekommer som namnet avslöjar i Australien, men även från Små Sundaöarna i Indonesien via Nya Guinea till Salomonöarna. Beståndet anses vara livskraftigt.

## Utseende och läte
Australisk rörsångare är en medelstor rörsångare med korta vingar men lång stjärt och lång näbb. Fjäderdräkten är enfärgat brun. Den skiljer sig från kinesisk trastsångare genom att den senare har kraftigare och större näbb samt diagnostiskt korta och mörka streck på nedre delen av strupe och övre delen av bröstet. Sången beskrivs som högljudd, melodisk och gnisslig. Jämfört med kinesisk trastsångare är den ljusare, mer melodisk och mer explosiv, med fler melodiska fraser.

## Utbredning och systematik
Australisk rörsångare förekommer från Små Sundaöarna österut till Salomonöarna och söderut till Australien. Den delas in i tre underarter med följande utbredning:
- Acrocephalus australis sumbae – förekommer på Buru i södra Moluckerna, på öarna Sumba och Timor i Små Sundaöarna, på Nya Guinea, i Bismarckarkipelagen samt i Salomonöarna
- Acrocephalus australis australis – häckar i östra halvan av Australien och övervintrar i norr
- Acrocephalus australis gouldi – häckar i västra Australien (sydvästra Western Australia); övervintrar till nordvästra Northern Territory

### Familjetillhörighet
Rörsångarna behandlades tidigare som en del av den stora familjen sångare (Sylviidae). Genetiska studier har dock visat att sångarna inte är varandras närmaste släktingar. Istället är de en del av en klad som även omfattar timalior, lärkor, bulbyler, stjärtmesar och svalor. Idag delas därför Sylviidae upp i ett flertal familjer, däribland Acrocephalidae.

## Levnadssätt
Australisk rörsångare hittas i en rad olika typer av våtmarker. Den hittas även i konstbevattnad jordbruksbygd samt i områden med skruvpalmer.

## Status
Arten har ett stort utbredningsområde och beståndet anses vara stabilt. Internationella naturvårdsunionen IUCN listar den därför som livskraftig (LC).

## Bilder

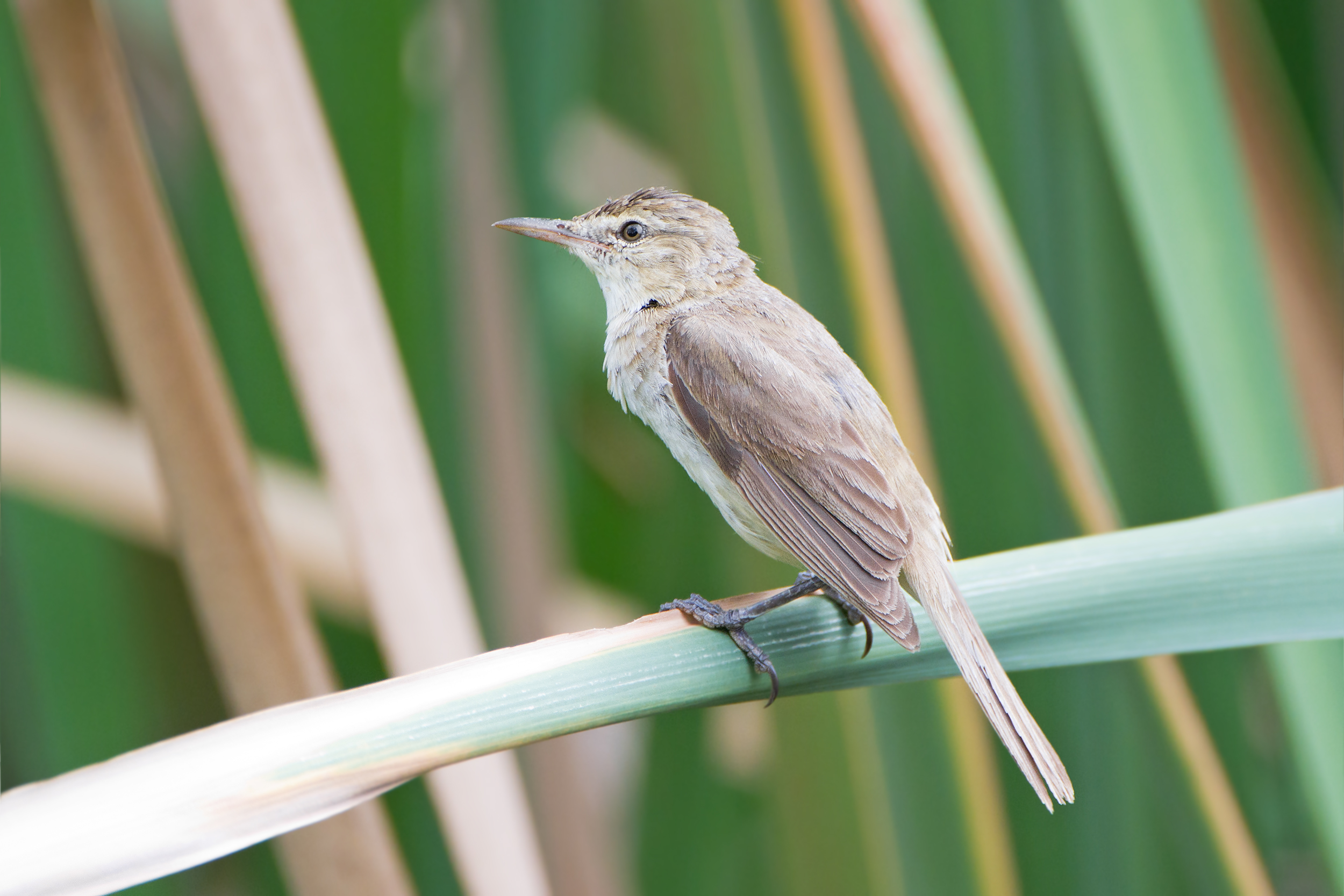
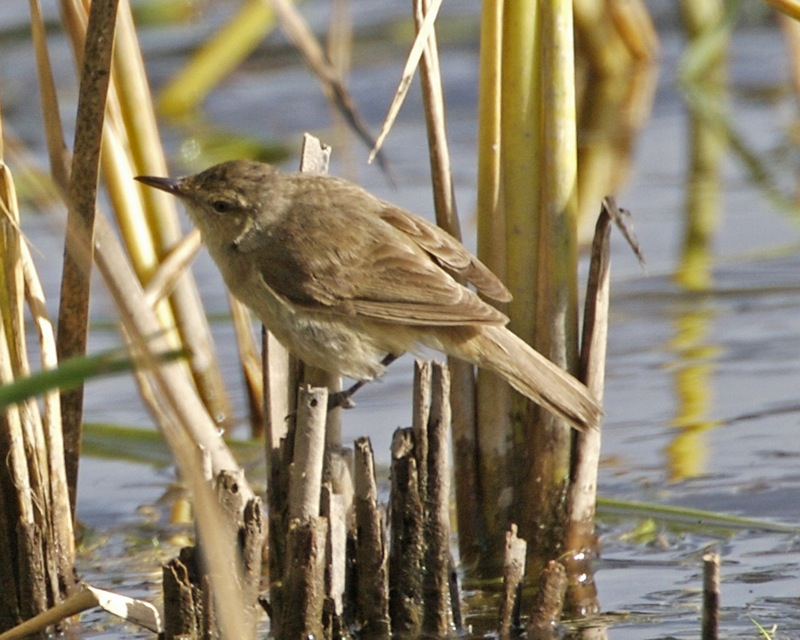
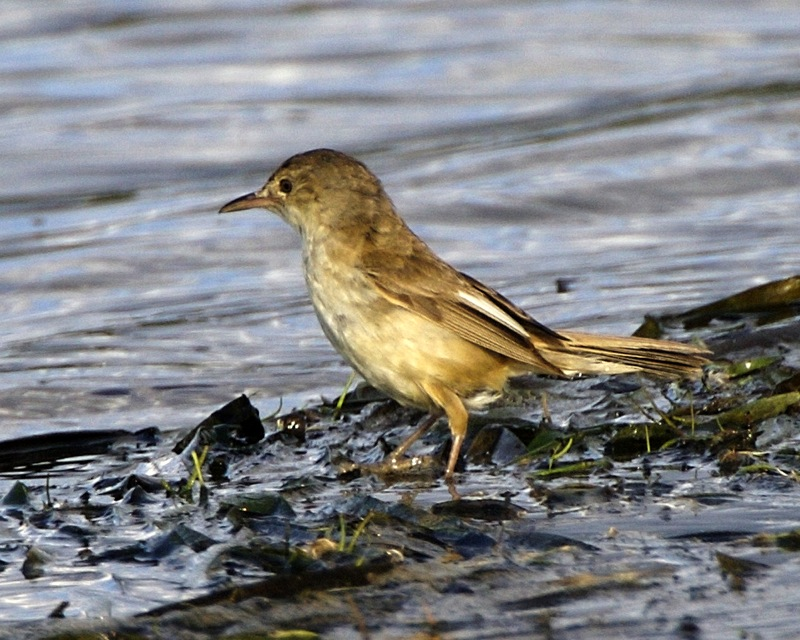